# Adela Xenopol
Adela Xenopol (Iași, 1861 – Bucarest, 11 maggio 1939) è stata una scrittrice e attivista rumena.
Nel 1914, proprio prima dell'avvento della prima guerra mondiale, lei e altre femministe presentarono una petizione per il suffragio femminile al Parlamento rumeno. Nel 1925 fondò la Società delle scrittrici rumene per incoraggiare le donne a pubblicare le loro opere e l'anno seguente fondò la rivista della società che pubblicò opere di donne e uomini su argomenti femministi.

## Biografia
Adela Xenopol nacque nel 1861 a Iași, in una famiglia di intellettuali, figlia di Dimitrie Xenopol e Maria Vasiliu, figlia di un produttore di ghiaia e sorella dello storico Alexandru D. Xenopol e del diplomatico Nicolae Xenopol. La coppia ebbe sei figli: Alexandru (futuro storico), Filip (in seguito un noto architetto), Maria, Nicolae (che diventerà uno statista), Lucreţia (futura insegnante di scuola secondaria e prima donna ammessa alla Società geografica di Bucarest) e Adela. Adela Xenopol fu educata all'estero, a Parigi, prendendo lezioni al Collège de France e divenne una delle prime donne a seguire i corsi a Sorbona.

## Carriera
Sostenne l'empowerment delle donne e si unì ai movimenti femministi dell'epoca. Dopo aver completato gli studi, Adela Xenopol tornò a Iaşi e iniziò la sua carriera come scrittrice. Il suo primo lavoro, La questione delle donne (Chestiunea femeilor) fu pubblicato in Femeia Română nel gennaio 1879. L'articolo si concentrava sugli ideali femministi liberali e sull'eliminazione delle restrizioni legali e morali che sottomettevano i diritti delle donne e li rendevano subordinati agli uomini.
(Adela Xenopol, Enciclopedia Romaniei)
Oltre alle opere femministe, pubblicò versi sui giornali Suceava e Revista politică (1886) e il libro di poesie Versuri şi istorisiri a Iaşi nel 1888. A Bucarest nel 1896 fondò il mensile "Dochia", progettata per difendere, sostenere e indagare sui diritti della donna [...] per dimostrare che era una persona degna in tutti i tempi e in tutti i contesti sociali, da principessa a plebea, una pubblicazione sui diritti delle donne, e tra il 1896 e il 1898 lavorò come redattrice, sollecitando articoli a importanti personalità della cultura tra le quali Maria Cunţan, Smaranda Gheorghiu, Cornelia Kernbach, Cincinat Pavelescu, Elena Sevastos, Vasile Urechia, per aprire il dibattito sul ruolo delle donne nella società. Sostenne l'emancipazione in campo economico, intellettuale, giuridico e politico. Nel 1902, a Iaşi, pubblicò Tra i santi. Commedia in I atto (Între sfinţi. Comedie într'un act) e l'anno seguente, Verso la luce (Spre lumină) a Bucarest. Seguirono Românca (1905-1906), Il futuro di donne rumene (1912-1916) e Revista scriitoarei (1926-1928), nelle cui colonne sostenne la causa e incoraggiò la letteratura femminile. 
Tra il 1905 e il 1906, curò La donna rumena (Românca) a Bucarest e nel 1910, pubblicò a Parigi una raccolta di opere in francese, 'Comédies. Tableaux de la vie roumaine. La raccolta includeva le storie Un conflitto celeste (Un conflict céleste), Alle Acque (Aux Eaux) La Boite aux Lettres (La scatola di lettere), Le Poèt (Il poeta), Entre Artistes (Tra artisti); Le Revenant (Il fantasma); La Fille aux Mains d'Ouate (La ragazza con le mani di ovatta), Le Trésor (Il tesoro), Bois, pourquoi te Balancer? (Legno, perché oscilli?), Romanza e Paroles et Musique (Testi e musica). Un'altra opera francese pubblicata nel 1910 a Ginevra fu Education et religion. Essai sur l'origine du Christianisme (Educazione e religione, saggio sull'origine del cristianesimo).
Tra il 1912 e il 1916, Adela Xenopol pubblicò Viitorul româncelor (Il futuro delle donne rumene) e nel 1913 uscì il romanzo storico Pe urma războiului Roman (Dopo la guerra romana). Nel 1914 guidò un gruppo di altre femministe verso il Parlamento rumeno per presentare una petizione di richiesta del suffragio femminile. Poiché le donne erano consapevoli che sarebbero state osteggiate da quei politici che ritenevano le donne impreparate a partecipare attivamente alla società, la petizione attenò la richiesta, chiedendo il diritto di voto per le intellettuali e la loro applicazione alle elezioni locali. A causa delle preoccupazioni per l'incombere della prima guerra mondiale, i politici non presero sul serio la petizione. Sebbene fosse una sostenitrice della partecipazione della Romania alla guerra, durante tutto il periodo bellico, parlò contro la conquista e in favore dei diritti alla parità dei cittadini come mezzo per raggiungere la pace.
Adela Xenopol pubblicò il suo secondo romanzo storico, Uragan nel 1922. Nel 1925 fondò la Societatea Scriitoarelor Române (Società delle Scrittrici Rumene), come organizzazione per incoraggiare le donne a pubblicare le loro opere. L'anno seguente fondò il giornale della società, Revista scriitoarei (La rivista della scrittrice) e fu il redattore capo dal 1928. La rivista presentava ritratti di femministe come Maria Baiulescu, Alexandrina Cantacuzino, Elena Văcărescu e pubblicò non solo opere di donne (come Constanţa Hodoş, Mărgărita Miller-Verghy, Sofia Nădejde, Hortensia Papadat-Bengescu, Izabela Sadoveanu-Evan), ma anche opere di importanti scrittori. Adela pubblicò in seguito Prin Cetatea Carpaţilor (Nella fortezza dei Carpazi) a Bucarest nel 1928 con la Royal Court Press.

## Opere letterarie
- Versuri și istorisiri, Iași, 1888;
- Între sfinți, prefazione di Leon Claretie, Iași, 1902;
- Spre lumină, Bucarest, 1903;
- Comedies. Tableaux de la vie roumaine, Paris, 1910;
- Education et religion, Geneva, 1910;
- Pe urma războiului, Bucarest, 1913;
- Uragan, București, 1922;
- Prin Cetatea Carpaților, Bucarest, 1928.